# آسیل کلرید

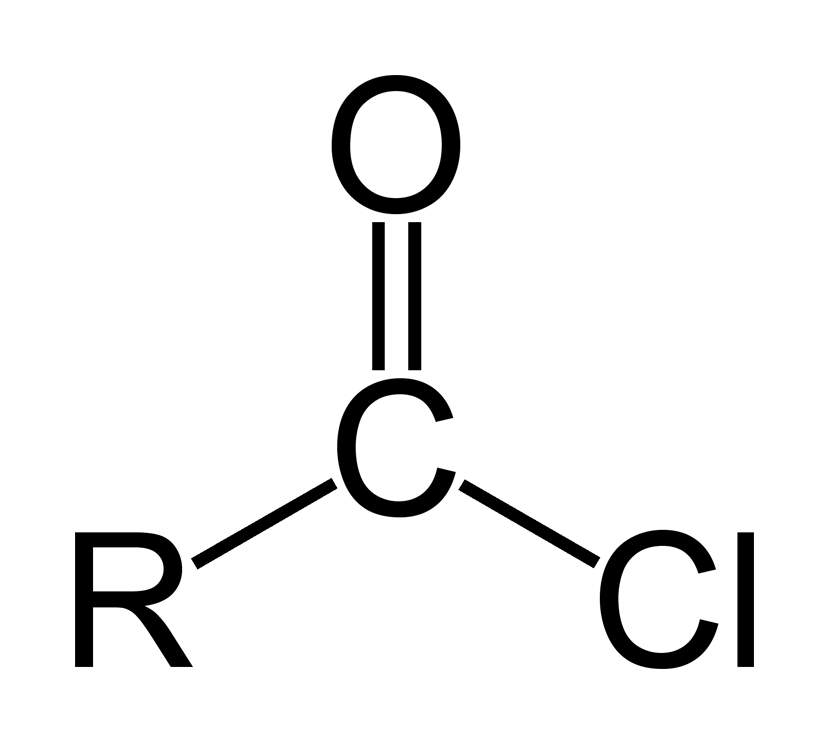
فرمول عمومی آسیل کلریدها که در آن R یک زنجیر جانبی است.

در شیمی آلی آسیل کلرید(به انگلیسی: Acyl chloride) به دسته‌ای از ترکیبات آلی کلردار گفته می‌شود که دارای گروه عاملی -COCl باشند.